# دبیرستان هرمن ریدر جونیور
دبیرستان هرمن جونیور ریدر (به انگلیسی: Herman Ridder Junior High School) یک دبیرستان دوره متوسطه اول در در نیویورک است. هرمن ریدر جونیور یک مدرسه عمومی و بخشی از اداره آموزش نیویورک است. این مدرسه که در اواخر دهه ۱۹۲۰ میلادی ساخته شده‌است، دارای طراحی آرت دکو می‌باشد. این دبیرستان به‌یاد هرمن ریدر،‌ روزنامه‌نگار نیویورکی،‌ نام‌گذاری شده‌است. سریال تلویزیونی گت داون از باز لورمن در این دبیرستان فیلمبرداری شد.

## دانش‌آموزان سرشناس
- آل پاچینو
- استن گتز
- هل لیندن
- پال استنلی